# سليمان عولاد روبلي
سليمان عولاد روبلي (23 فبراير 1963 - 12 فبراير 2010) سياسي صومالي شغل منصب وزير الشباب والرياضة في الحكومة الفيدرالية الانتقالية حتى وفاته في 12 فبراير 2010
أصيب سليمان بجروح خطيرة في تفجير فندق شامو في العاصمة الصومالية مقديشو في 3 ديسمبر 2009، التفجير الذي أودى بحياة وزيرة الصحة قمر آدم علي، ووزير التربية والتعليم أحمد عبد الله واييل، ووزير التعليم العالي إبراهيم حسن عدو، وكان روبلي يشغل في ذلك الوقت منصب وزير الرياضة. توفي سليمان متأثرا بجراحه في 12 فبراير 2010، في أحد مستشفيات العاصمة السعودية الرياض، بعد نقله هو وضحايا آخرين إلى هناك لتلقي العلاج.